# Thierry Antinori

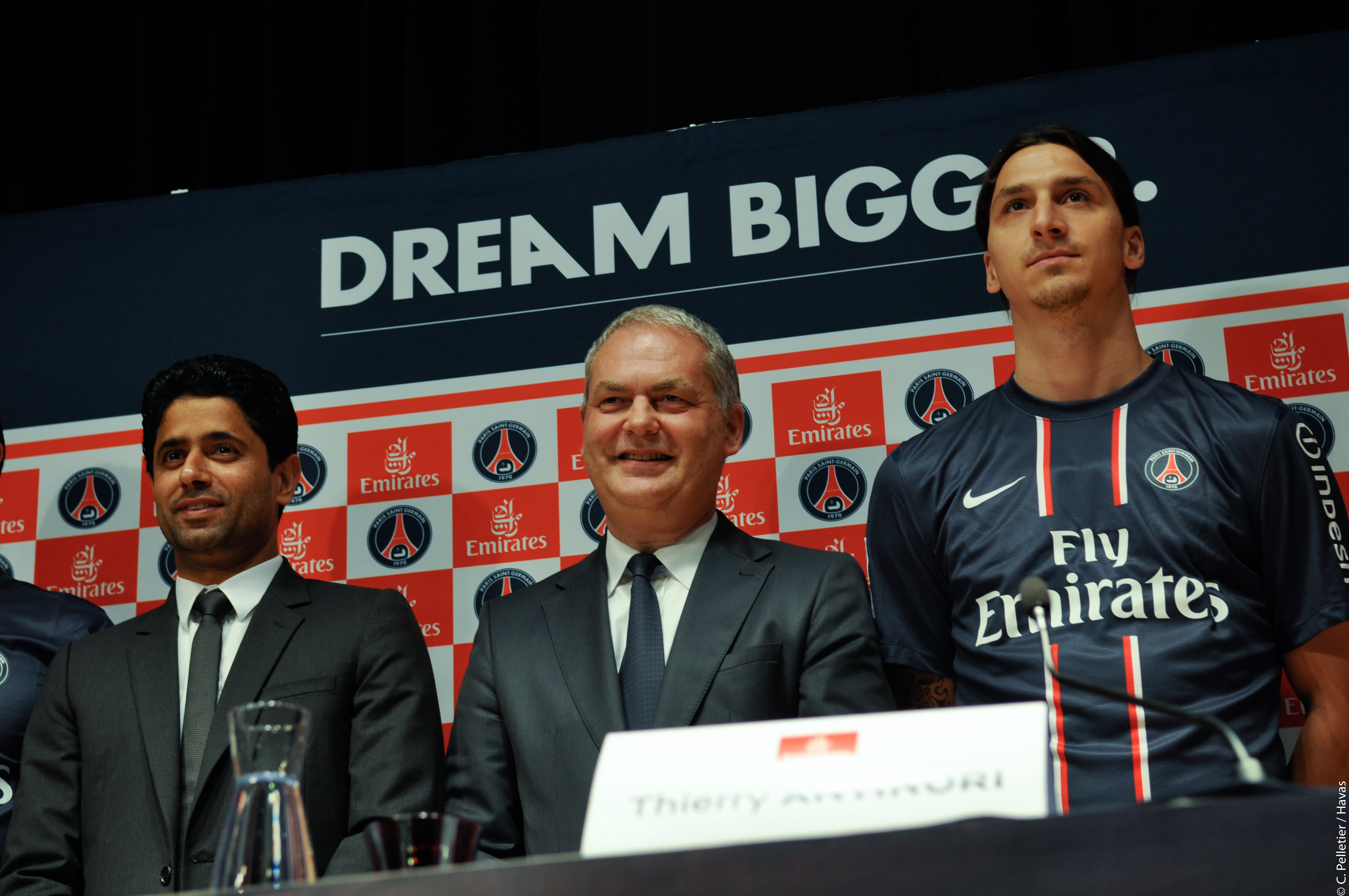
Nasser Al-Khelaifi, Thierry Antinori und Zlatan Ibrahimović

Thierry Antinori (* 26. Juli 1961 in Metz, Lothringen) ist ein französischer Manager. Er war von 1999 bis 2011 Bereichsvorstand für Marketing, Produkt und Vertrieb der Deutschen Lufthansa AG und bekleidet seit 2019 die Funktion des Chief Strategy and Transformation Officer in Doha bei der staatlichen Fluglinie Qatar Airways. Antinori ist überdies stellvertretender Aufsichtsratsvorsitzender bei der Sixt AG, im Verwaltungsrat der DZT sowie Mitglied des Beirats der SaarLB.

## Ausbildung
Antinori absolvierte seine Schulausbildung in Frankreich, wo er an der als Eliteuniversität bekannten ESSEC in Paris seinen Abschluss machte.

## Beruflicher Werdegang
Nach dem Studium arbeitete Thierry Antinori zunächst bei einer französischen Unternehmensberatungsgesellschaft, die auf den Einzelhandel spezialisiert war. 1986 wechselte er dann zu Air France. 1990 kam Thierry Antinori nach München, wo er zwei Jahre lang als Air France Direktor für Süddeutschland arbeitete. Danach war er weitere zwei Jahre als persönlicher Referent eines Vorstandsmitgliedes in der Zentrale der Air France in Paris. Im Oktober 1994 wurde er zum Generaldirektor der Air France für Deutschland mit Sitz in Frankfurt am Main ernannt. Im August 1997 kam Thierry Antinori als Leiter für West- und Südeuropa zur Lufthansa mit Sitz in Paris, wo er für die Märkte Österreich, Schweiz, Frankreich, Belgien, Luxemburg, Niederlande, Italien, Spanien und Portugal verantwortlich war. Im Jahr 2000 wurde Antinori schließlich unter dem Vorstandsvorsitz von Wolfgang Mayrhuber zum Bereichsvorstand der Lufthansa Passage Airline für den Vertriebsbereich ernannt, später wurden ihm zusätzlich auch die Bereiche Marketing (inklusive u. a. Markenführung, Marketing, Werbung, Customer Relations, Miles & More) und Produkt (inklusive u. a. Boden- und Bordprodukt sowie Kabinenausstattung) überantwortet. Durch seinen breiten Verantwortungsbereich prägte Thierry Antinori über viele Jahre das Gesicht der Lufthansa gegenüber ihren Kunden. In seine Amtszeit fallen weitreichende strategische Neuausrichtungen wie etwa die Nullprovision (Wegfall der Provisionen) für Reisebüros, der Aufbau digitaler Vertriebswege, eine neue Markenstrategie, ein massiver Ausbau des Kundenbindungsprogramms Miles & More, sowie weitreichende Änderungen in Auftritt, Kommunikation und Produkten des Unternehmens. 
Ende 2010 wurde Antinori im Rahmen einer Personalrochade im Lufthansa-Vorstand als neuer Vorstandsvorsitzender der Lufthansa-Tochtergesellschaft Austrian Airlines vorgestellt, der am 1. April 2011 die Amtsgeschäfte in Wien übernehmen sollte. Wenige Tage vor seinem Wechsel kündigte er jedoch überraschend seinen Vertrag mit Lufthansa und verschwand für einige Monate aus dem Licht der Öffentlichkeit. In dieser Zeit gab es Spekulationen, Antinori könnte als neuer Vorstand oder Vorstandsvorsitzender zu Air Berlin wechseln. Letztendlich wurde er jedoch im Herbst 2011 in Dubai als neuer Vertriebsvorstand (Executive Vice President Passenger Sales Worldwide) der arabischen Fluggesellschaft Emirates der Presse vorgestellt. Diesen Posten hatte Antinori bis April 2019 inne und führte in seiner Amtszeit bereits unternehmensstrategische Weichenstellungen durch, unter anderem Kooperationen mit Jetblue und Qantas. Im September kündigte Qatar Airways an, dass Antinori zukünftig die Funktion des Chief Strategy and Transformation Officer in Doha zu bekleiden.
Thierry Antinori hat bislang zahlreiche Marketingpreise gewonnen, unter anderem die branchenintern renommierte Auszeichnung zum Chief Marketing Officer of the Year 2009.

## Privates
Thierry Antinori ist italienischer Abstammung, sein Großvater und Vater waren Tischler. Er ist mit einer äthiopischen Frau verheiratet, hat zwei Kinder und lebt zurzeit in Doha.